# Presse à taille-douce
Pour les articles homonymes, voir presse.

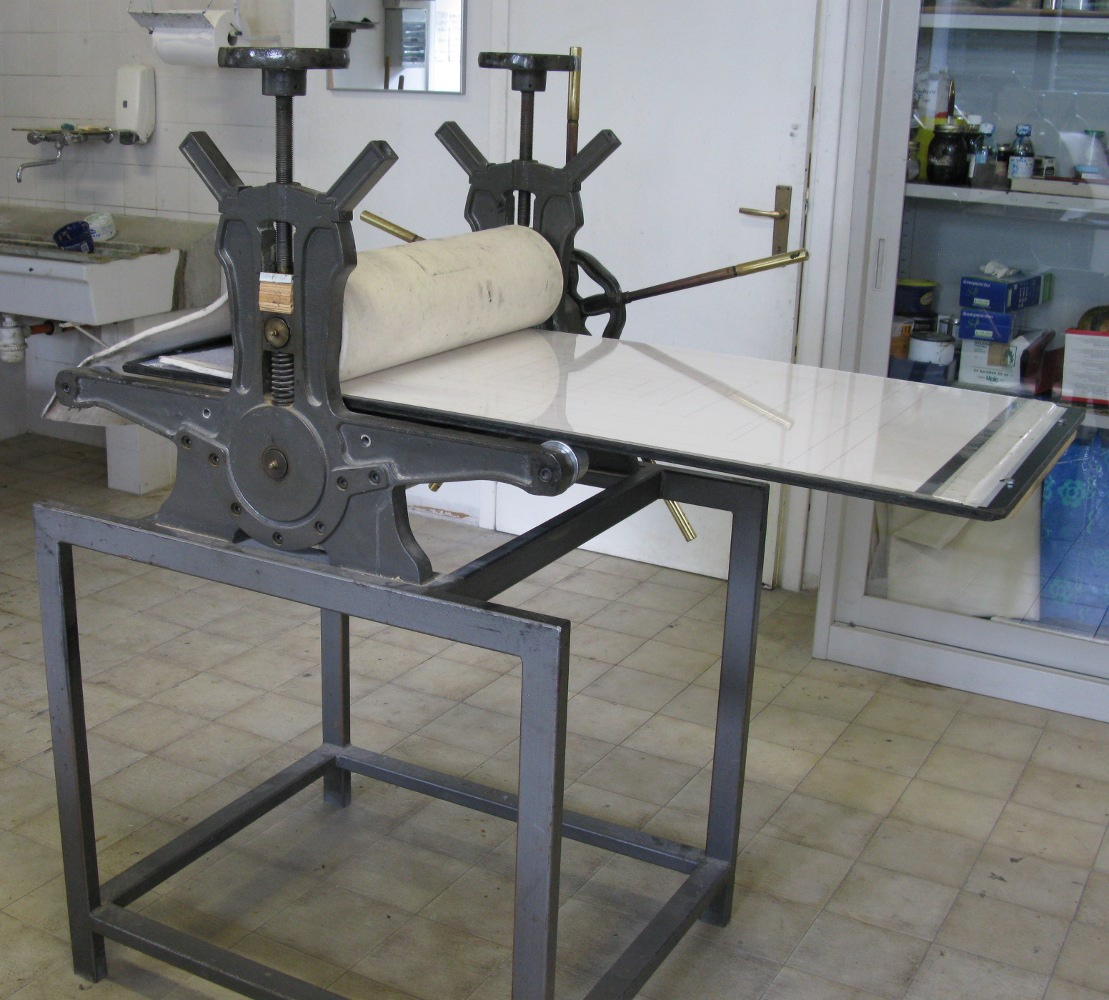
Presse à taille-douce métallique.

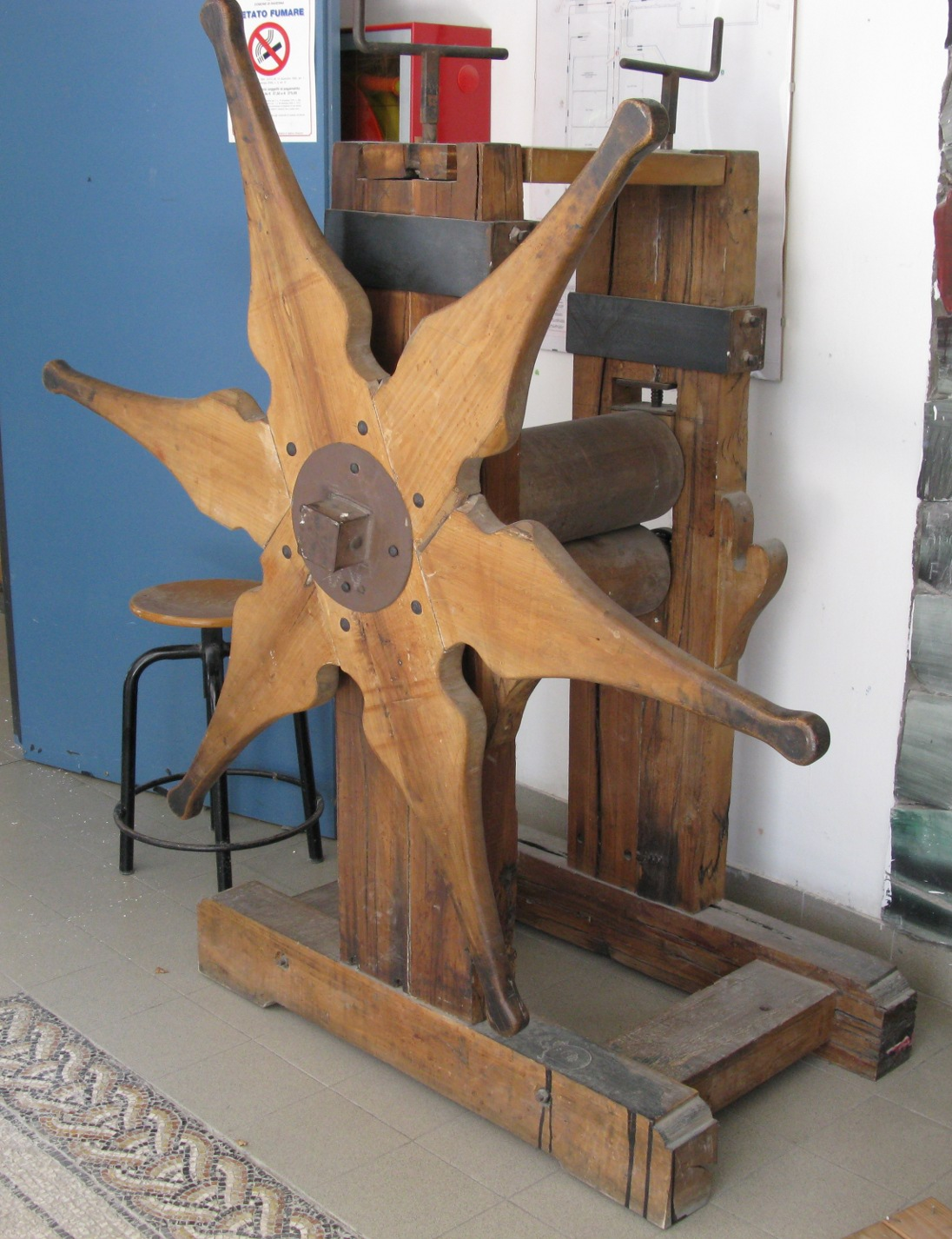
Presse à taille-douce en bois.

Une presse à taille-douce est un dispositif d'impression des gravures en creux, c’est-à-dire utilisant des plaques métalliques où le motif a été gravé ; l’encre étendue sur la plaque et demeurant dans les creux se reporte sur le papier sous l’effet d’une forte pression.

## Histoire
La presse à taille-douce s'est développée en parallèle de la presse typographique, du XVe siècle à l'ère industrielle.
D'abord entièrement en bois et composée de deux « jumelles », elle évolue peu jusqu'à la fin du XVIIIe siècle.
Les premiers exemplaires métalliques et mécanisés sont diffusés en France par M. Lefevre à partir de 1803, et le système s'est amélioré au fur et à mesure par différents fabricants de par le monde.
D'abord créé comme moyen d'imprimer des images gravées sur des pages seules déjà imprimées par des caractères mobiles par une presse typographique — le premier dispositif utilisé pour l'impression de pages, avec l'invention de la lithographie et de la presse lithographique et la découverte de l'impression chimique des planches gravées au burin — il a commencé à tomber en désuétude pour son utilisation compliquée, puis a été réutilisé pour les estampes à l'eau-forte, d'abord comme expérimentation, et finalement comme faisant partie intégrante du processus.

## Procédé

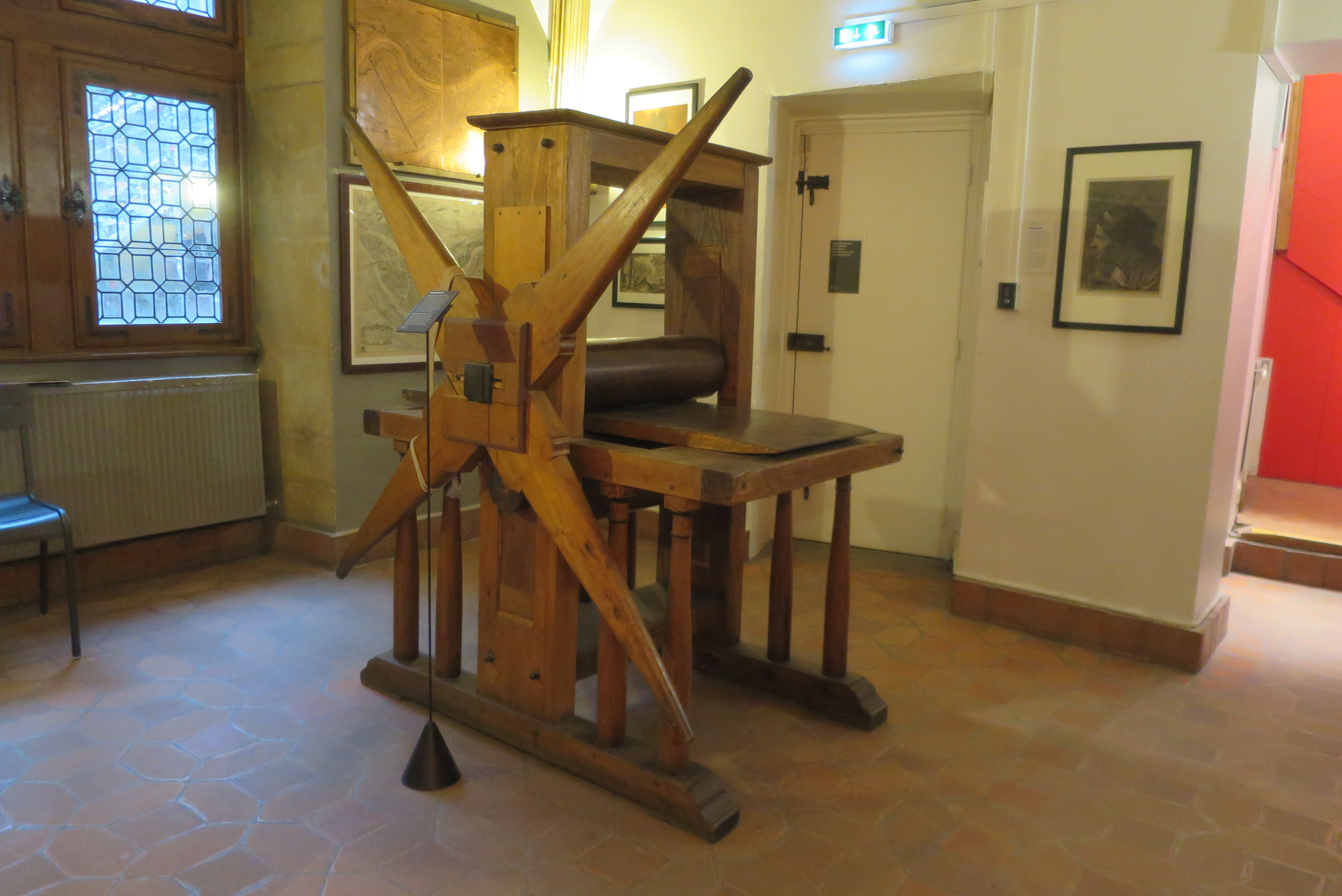
Presse taille-douce du XVIII, musée de l'Imprimerie et de la Communication graphique, Lyon

Les matrices sont gravées en taille-douce (technique du burin, de l’eau-forte, ou dérivées, comme l'aquatinte).
La presse à taille-douce se compose d’un bâti généralement sur pieds, ou posé sur une table pour les petits modèles, et de deux rouleaux, entraînés par une roue à rayons ou par une manivelle (deux vis permettent de régler l’espace entre les cylindres et donc la pression qu’ils exercent). Un marbre horizontal supportant la plaque gravée, sur laquelle on dépose la feuille de papier à imprimer, puis un « habillage » de feutre pour amortir et répartir la pression, passe entre les deux rouleaux et reçoit la pression appropriée, supérieure à celle fournie par la platine « à plat » d’une presse typographique.
D'un principe simple, la presse à taille-douce, bien que déclinée en de nombreux modèles, d’abord en bois, puis en métal, a peu évolué dans le temps depuis celle décrite dans l’Encyclopédie de Diderot.